# Алібеков Ахмед Арсланалійович
Алібеков Ахмед Арсланалійович (нар. 29 травня 1998, Запоріжжя, Україна) — український футболіст дагестанського походження, центральний півзахисник МФК «Металург». Грав за молодіжну збірну України.

## Клубна кар'єра
Вихованець запорізького «Металурга». З 2012 року виступав в ДЮФЛУ, в якому за три роки провів 62 матчі й забив 33 голи. З початку сезону 2015/16 став виступати в юнацькому чемпіонаті України, зігравши до кінця року 16 матчів, забивши 3 голи.
На початку 2016 року разом з одноклубником Владиславом Ігнатьєвим перейшов до київського «Динамо». Дебютував у складі «біло-синіх» U-19 9 лютого 2016 року в матчі плей-оф Юнацької Ліги УЄФА проти англійського «Мідлсбро» (0:5). У чемпіонаті України (U-19) вперше вийшов на поле в динамівській футболці 13 березня 2016 року в переможній гостьовій грі проти донецького «Шахтаря» (4:1). Перший гол за київське «Динамо» в чемпіонаті U-19 забив 15 квітня 2016 року у 13-й хвилині поєдинку з луганською «Зорею» (7:0). Всього до кінця сезону зіграв у 15 матчах і забив 4 голи, проте у наступному сезоні 2016/17 він став основним гравцем команди до 19 років, зігравши у 21 матчі (2 голи) і допоміг команді захистити титул, і паралельно став виступати за молодіжну команду до 21 року (12 матчів, 2 голи), з якою також став чемпіоном у своїй віковій категорії.
У жовтні 2017 року дебютував за дорослу команду, вийшовши на заміну в додатковий час у матчі Кубка України з «Олександрією». 18 березня 2018 року дебютував за першу команду в матчі Прем'єр-ліги проти «Ворскли», вийшовши на 72 хвилині замість Дениса Гармаша.
24 вересня 2020 року перейшов до російського клубу «Уфа».

## Збірна
Виступав за юнацькі збірні України різного віку, а також за молодіжну збірну України.